# Stazione di Calitri-Pescopagano
Stazione di Calitri-Pescopagano vasútállomás Olaszországban, Calitri Scalo településen.

## Vasútvonalak
Az állomást az alábbi vasútvonalak érintik:
- Avellino–Rocchetta Sant’Antonio-vasútvonal

## Kapcsolódó állomások
A vasútállomáshoz az alábbi állomások vannak a legközelebb:
- Stazione di Conza-Andretta-Cairano
- Rapone-Ruvo-San Fele railway halt